# Bric Merizzo
Il Bric Merizzo (1.275 m s.l.m.) è una montagna delle Prealpi Liguri.

## Descrizione
Il monte è collocato poco ad sud-ovest del colle del Melogno nelle Prealpi Liguri. La vetta si trova sul confine amministrativo tra i territori comunali di Magliolo e di Calizzano, e fa parte della catena principale alpina. In direzione nord-est dopo una sella a circa 1.135 metri di quota risale al Bric Tortagna (1.165 m) per raggiungere poi il Colle del Melogno. Nella direzione opposta lo spartiacque Padano-ligure forma una sella a quota 1.175 m, dove si trova la casa forestale della Barbottina, risalendo poi al Bric Bedò e proseguendo con il Monte Grosso e il Bric Agnellino. La sua prominenza topografica è quindi di 100 metri.  Il versante padano del Bric Merizzo è occupato da ampie faggete che comprendono la Foresta della Barbottina, caratterizzata da esemplari secolari. Il versante ligure alimenta uno dei rami sorgentizi del torrente Maremola , mentre le acque che scendono verso la Val Bormida vengono raccolte dal torrente Frassino, un affluente della Bormida di Millesimo.

## Storia

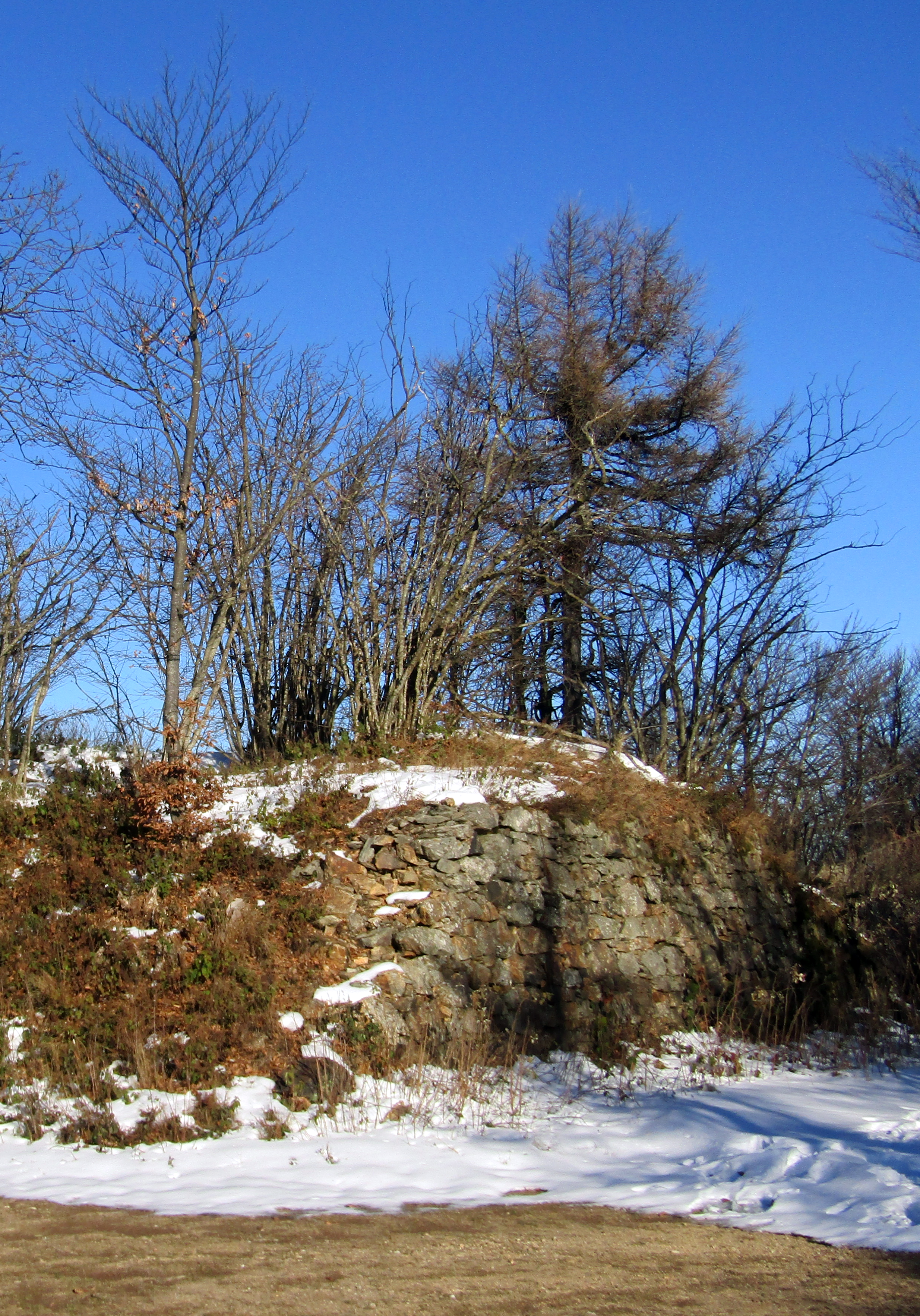
I resti della batteria fortificata del Merizzo

La zona del Bric Merizzo fu coinvolta dagli scontri armati legati alla Campagna d'Italia di Napoleone Bonaparte. Appena a sud-ovest del punto culminante della montagna  si trovano i resti della batteria di Bricco Merizzo, una fortificazione costruita tra il 1883 e il 1890 come appoggio al forte Centrale del Melogno.

## Accesso alla vetta
La vetta è raggiungibile con una breve digressione dall'alta via dei Monti Liguri, nella sua tappa che collega il Giogo di Giustenice con il Colle del Melogno.

## Tutela naturalistica
La montagna e l'area circostante fanno parte del SIC (Sito di importanza comunitaria) denominato Monte Carmo - Monte Settepani (codice: IT1323112).